# Albert Grünwedel

Albert Grünwedel

Albert Grünwedel (* 31. Juli 1856 in München; † 28. Oktober 1935 in Lenggries, Oberbayern) war ein deutscher Indologe, Tibetologe und Archäologe, der zwei der vier deutschen Turfanexpeditionen organisierte. Er war von 1904 bis 1921 Direktor der Indischen Abteilung des Museums für Völkerkunde in Berlin.

## Leben
Grünwedel war der älteste Sohn des Lithografen und Malers Joseph Karl Grünwedel (22. April 1815–18. April 1895), der aus Pappenheim in Mittelfranken stammte und seit 1830 in München tätig war. Seine Mutter hieß Franziska (geborene La Roch), wurde „Fanny“ genannt und war eine Tochter des Hofballetttänzers C. La Roche. Nach der Elementarschule besuchte er ab Oktober 1867 bis August 1875 das königliche Maximiliansgymnasium in München, wo er sein Abitur ablegte. Anschließend immatrikulierte er sich ab dem Frühjahr 1876 an der königlichen Universität. Er belegte dort zunächst klassisch-philologische und archäologische Kurse und besuchte Vorlesungen von Michael Bernays, Heinrich Brunn, Conrad Bursian, Wilhelm von Christ, Karl Felix Halm, Leopold Julius (Privatdozent) und Andreas Spengel. Er entwickelte ein reges Interesse für das indische Altertums und wechselte zum Studium der asiatische Sprachen. Insbesondere das Sanskrit, die Palisprache und die Avestische Sprache studierte er bei Ernst Kuhn und Ernst Trumpp. Mit einer Arbeit über das sechste Kapitel der Rūpasiddhi, nach drei singhalesischen Pali-Handschriften wurde er 1883 zum Dr. phil. promoviert.
Bereits seit 1881 arbeitete er als Assistent am Museum für Völkerkunde in Berlin. 1883 wurde er zum stellvertretenden Direktor der völkerkundlichen Sammlung und der skandinavischen Altertümer des Museums befördert. 1891 erhielt er für seine zahlreichen Publikationen zur buddhistischen Kunst, Archäologie Zentralasiens und den Sprachen des Himalaya eine Ehrenprofessur der Universität Berlin.
In seinen zwei Werken Buddhistische Kunst in Indien (1893) und Mythologie des Buddhismus in Tibet und der Mongolei (1900) wies Grünwedel die griechischen Ursprünge der Kunst von Gandhara und ihrer Folgen in Zentralasien nach.
1899 wurde Grünwedel von den russischen Orientalisten Radloff und Salemann eingeladen, an archäologischen Forschungsexpeditionen im nördlichen Xinjiang teilzunehmen, wo Überreste alter Kulturen an der Seidenstraße gefunden worden waren. Im selben Jahr wurde er zum korrespondierenden Mitglied der Bayerischen Akademie der Wissenschaften und 1905 zum korrespondierenden Mitglied der Göttinger Akademie der Wissenschaften gewählt.
Grünwedel organisierte unter dem Eindruck der Forschungsarbeit seiner russischen Kollegen 1902 bis 1903 selbst die erste deutsche Turfanexpedition, die vor allem in Idiqutšahri arbeitete. Die Ergebnisse beschrieb er in seinem Buch Bericht über archäologische Arbeiten in Idikutschahri (1905). Die reiche Ausbeute dieser Expedition führte dazu, dass eine weitere Erkundungsmission – geführt von Albert von Le Coq – organisiert werden konnte. Grünwedel selbst leitete auch die dritte deutsche Turfanexpedition, die 1905 bis 1907 in Tumšuq, Qarašahr und Turfan arbeitete. Die Ergebnisse dieser Expedition stellte er in dem Buch Altbuddhistische Kultstätten in Chinesisch-Turkistan (1912) dar. 1908 wurde er als korrespondierendes Mitglied in die Russische Akademie der Wissenschaften in Sankt Petersburg aufgenommen.
Im Vergleich zu seinem Kollegen Le Coq ging Grünwedel behutsamer bei den Ausgrabungen vor, doch auch er ließ ganze Fresken aus Höhlenwänden herausmeißeln und nach Europa verfrachten. Immerhin fotografierte er vor der Entfernung die Fundstellen und ließ genaue Zeichnungen der Fresken anfertigen.
Die Manuskripte, die er von seinen Expeditionen nach Deutschland brachte, sind bis heute schlechter dokumentiert als die für die Öffentlichkeit viel spektakuläreren Werke der bildenden Künste. Grünwedel selbst nahm nicht an der Aufarbeitung der Manuskripte teil.
Grünwedel war langjähriges Mitglied der Berliner Gesellschaft für Anthropologie, Ethnologie und Urgeschichte und wurde 1909 für einen Vortrag über die archäologischen Ergebnisse der Turfan-Expedition mit deren Goldener Medaille geehrt. Am 17. Dezember 1916 wurde er zum Geheimrat ernannt. Es kam zu Rivalitäten mit Le Coq und Wilhelm von Bode. Im Konflikt mit F. W. K. Müller ging es darum, wer als erster den Charakter der manichäischen Schrift und der in ihr verfassten Dokumente erkannt hatte. Es stellte sich heraus, dass Müller dieses Verdienst zukam.
1921 ging Grünwedel in Rente und zog sich 1923 nach Bayern zurück, wo er seine letzten Jahre in Lenggries bei Bad Tölz verbrachte und eine Reihe wissenschaftlicher Arbeiten verfasste. Aber auch noch in dieser Zeit unternahm er Reisen in die ihm vertrauten Regionen. So traf er 1927 auf Ceylon mit dem Mongoleiforscher Hermann Consten (1878–1957) zusammen.

## Familie
Grünwedel war seit August 1890 mit Marie (geborene Herrmann, 1856–5. Dezember 1928) verheiratet, der Tochter eines Bankiers und hatte mit ihr zwei Töchter und zwei Söhne.
- Maria Franziska Grünwedel (* August 1891) war verlobt und trat 1917, nachdem ihr Verlobter im Krieg gefallen war, ins Ursulinenkloster in der Lindenstraße in Berlin ein
- Ludwig Grünwedel (* Dezember 1893–1917) in Russland vermisst
- Magnus Grünwedel (1898–1899)
- Stella Grünwedel (* 1908)

## Schriften (Auswahl)
- Das sechste Kapitel der Rūpasiddhi nach drei Singhalesischen Pāli-Handschriften. Schade’s Buchdruckerei, Berlin 1883 (Dissertation, archive.org – Mit Lebenslauf).
- Buddhistische Kunst in Indien. 2. Auflage De Gruyter, Berlin 1920 (archive.org).
- Mythologie des Buddhismus in Tibet und der Mongolei. Führer durch die lamaistische Sammlung des Fürsten E. Uchtomskij. F. A. Brockhaus, Leipzig 1900 (archive.org).
- Bericht über archäologische Arbeiten in Idikutschahri und Umgebung im Winter 1902–1903. München 1905 (dsr.nii.ac.jp).
- Altbuddhistische Kultstätten in Chinesisch-Turkistan. Berlin 1912 (dsr.nii.ac.jp)
- Alt-Kutscha: archäologische und religionsgeschichtliche Forschungen an Temperagemälden aus buddhistischen Höhlen der ersten acht Jahrhunderte nach Christi Geburt. Berlin, 1920 (dsr.nii.ac.jp).
- Die Teufel des Avesta und ihre Beziehungen zur Ikonographie des Buddhismus Zentral-Asiens. Berlin, 1924 (dsr.nii.ac.jp).
- Die Legende des Na Ro Pa, des Hauptvertreters des Nekromanten- und Hexentums: Nach einer alten tibetischen Handschrift als Beweis für die Beeinflussung des nördlichen Buddhismus durch die Geheimlehre der Manichäer. Otto Harrassowitz, Leipzig 1933 (übersetzt von A. Grünwedel, archive.org – Leseprobe).